# Carl Molin
Carl Peter Emanuel Molin, nació el 2 de marzo de 1869 en la parroquia de Sörby, Skåne, fallecido el 11 de diciembre de 1934 en Ängelholm, fue un médico y fisioterapeuta sueco.
Carl Molin era hijo del pastor Gustaf Abraham Carlsson Molin. Después de graduarse en Kristianstad, se matriculó en la Universidad de Lund. Molin se convirtió en director de gimnasia en Estocolmo en 1894. Trasladó sus actividades de gimnasia a su propio instituto en Montreux. En 1895-1898 fue profesor de gimnasia en la École Guenther y en 1896-1896 en la Institution des Essarts. Durante los veranos de 1900-1901 realizó pasantías en Tunbridge Wells y en 1902 en Guernsey. En 1902 se trasladó a Ginebra, donde trabajó en el Instituto Sueco de Gimnasia de su propiedad y al mismo tiempo realizó estudios de medicina. Después de graduarse en Suiza en 1903, se licenció en medicina en 1908 y se doctoró en medicina en 1911. En 1912, Molin trabajó como profesor de anatomía y fisioterapia en el recién creado Instituto Central de Gimnasia Sueca de Londres. Durante la Primera Guerra Mundial, sin embargo, sus actividades se interrumpieron y regresó a la práctica privada, ahora en Sheffield, donde también era profesor de gimnasia en una escuela. A partir de 1933 vivió en Ängelholm donde continuó sus prácticas.